# Apure (rijeka)
Apure (špa. Río Apure) je rijeka u Venezueli duga 1038 km, jedna od većih pritoka Orinoca.

## Zemljopisne karakteristike
Apure nastaje spajanjem venezuelanskih rijeka Sarare i Uribante kod mjesta Guasdualito. Nakon tog teče prema istoku kroz Llanos, na kraju svog puta uvire u Orinoco.

## Porječje
Većina vodotokova koji u konačnici tvore Apure potječu iz venezuelanskog gorja Cordillera de Mérida, a samo neki manji potoci rijeke Sarare potječu iz gorja Cordillera Oriental u kolumbijskim Andama, ulazeći u Venezuelu na sutoku s rijekom Oirá. Rijeka Uribante je duža od Sarare i teče od granice saveznih država Táchira i Mérida, u blizini grada Pregonero. Stoga, porječje rijeke Apure uključuje obronke kolumbijskih (manje od 0,5 posto njegove ukupne površine) i venezuelanskih Anda.

## Riječni tok
Od točke gdje se Uribante i Sarare spajaju u Apure, ova rijeka teče na istok preko venecuelanskog Llanosa, u Orinoco.

## Vanjske poveznice
|  | Zajednički poslužitelj ima još gradiva o temi Apure (rijeka) |